# Anastasiya-Alexandra Nenova
Anastasiya-Alexandra Nenova, née le 14 mai 1998, est une judokate sud-africaine.

## Carrière
Anastasiya-Alexandra Nenova est médaillée de bronze des championnats d'Afrique de judo 2020 à Antananarivo dans la catégorie des moins de 70 kg. Elle a également remporté une médaille d'argent à l'Open d'Afrique de Yaoundé en 2021 dans la catégorie des moins de 63 kg. Elle a ensuite remporté une médaille de bronze aux Championnats du Commonwealth de judo 2023 qui se sont tenus à Port Elizabeth, en Afrique du Sud, à nouveau dans la catégorie des 63 kg.